# Cake (singiel Dziarmy)
Cake – czternasty singiel polskiej wokalistki Dziarmy, wykonany w kolaboracji z raperem Kizo, promujący jej debiutancki album studyjny zatytułowany Dziarma. Singiel został wydany 7 grudnia 2021, nakładem wytwórni płytowej 2020.
Nagranie otrzymało w Polsce status złotego singla we wrześniu 2024, sprzedając ponad 15 000 kopii. Utwór zdobył ponad 5 milionów wyświetleń na platformie YouTube oraz, ponad 3 miliony odtworzeń w serwisie Spotify.
Za tekst odpowiedzialny był Łukasz Hodakowski. Utwór został wyprodukowany przez 2K. Za mix/mastering odpowiadał ENZU. Nagrania dźwiękowe zarejestrowano w warszawskim studiu nagraniowym EREM. Teledysk do piosenki został wypuszczony w dzień premiery singla na YouTube. Za reżyserię oraz powstanie klipu odpowiadał Moher..

## Twórcy
- Dziarma, Kizo – wokal
- Łukasz Hodakowski – tekst
- 2K – produkcja
- ENZU – mix/mastering